# Stefan Prins
Stefan Prins (geboren 20 mei 1979) is een Belgische componist en performer.

## Biografie

### Studie
Stefan Prins, geboren in Kortrijk, studeerde compositie aan het Koninklijk Conservatorium van Antwerpen, waar hij een masterdiploma behaalde (2009) en specialiseerde zich in sonologie aan het Koninklijk Conservatorium (Den Haag) (2005). In 2017 behaalde hij een doctoraat in compositie aan de Harvard University onder supervisie van Chaya Czernowin.
Hij studeerde ook af aan de Vrije Universiteit Brussel en de Polytechnische Universiteit van Catalonië in elektrotechniek, gespecialiseerd in fotonica (2002).

### Carrière
De muziek van Stefan Prins is uitgevoerd op tal van internationale muziekfestivals en concertseries zoals Donaueschingen Festival (Duitsland), Darmstädter Ferienkurse (Duitsland), ECLAT Festival (Stuttgart), Wittener Tage für neue Kammermusik (Duitsland), Züricher Tage für Neue Musik (Zwitserland), ISCM World Music Days (Wroclaw, Polen), Deutschlandfunk Forum Neue Musik (Köln, Duitsland), University of Haifa (Israël), Imatronic Center for Art and Media Karlsruhe (Karlsruhe), Under the Radar Festival (Omaha, VS), Moscow International House of Music (Rusland), Wien Modern (Oostenrijk), Ultima Oslo Contemporary Music Festival (Noorwegen), Ars Musica (België), Museum of Contemporary Art Helsinki (Finland), Installactions (Warschau), Tzlil Meudcan (Tel Aviv), Mata Interval Series (NYC), Kesselhaus (Berlijn, Duitsland), Nowy Teatr Warschau (Polen ), Musica Vivi a (München), Rainy Days Festival (Luxemburg), Huddersfield Contemporary Music Festival (VK), Impuls Festival (Oostenrijk), Konzerthaus, Wenen (Oostenrijk), Transit Festival (België), Festival Musica Strasbourg (Frankrijk), Luzerne Festival (Zwitserland). 
Veel ensembles en muzikanten hebben zijn muziek uitgevoerd, zoals Nadar Ensemble, Klangforum Wien, Ensemble Nikel, Ensemble Mosaik, Trio Accanto, Champ d'Action, Ensemble Recherche, Ensemble Dal Niente, Vertixe Sonora Ensemble, L'Arsenale, Zwerm Electric Guitar Quartet, Jean-Guihen Queyras, Chris Wild, Frederik Croene, Matthias Koole, Tom Pauwels, Mark Knoop, Gwen Rouger,
Stéphane Ginsburgh, Sebastian Berweck, Séverine Ballon en nog veel meer.
Stefan Prins is co-artistiek directeur van "Nadar Ensemble", stichtend lid van "Ministry of Bad Decisions" (live-electronics), met Brian Archinal en Yaron Deutsch, en stichtend lid (2001) van het instant-gecomponeerde trio "collectief reFLEXible".
Hij is gastprofessor compositie aan de Hochschule für Kunste Bern (vanaf 2018), Norwegian Academy for Music Oslo (2019–2020) en is benoemd tot professor compositie en hoofd van de Studio voor Elektronische Muziek aan de Hochschule für Musik Carl Maria von Weber Dresden (vanaf maart 2020).

### Prijzen
- Kunstpreis Berlin für Musik (2016)[5]
- ISCM Young Composers Award (2014)[6]
- Laureate of the Royal Flemish Academy of Belgium of Sciences and Arts, class of the Arts (2014)[7]
- Adelbert W. Sprague Prize for "Generation Kill", Harvard University (2014)
- Caecilia Prijs "Jonge Musicus van het Jaar", Vereniging van de Belgische Muziekpers (2013)
- Young Belgian Musician of the Year (2012)[8]
- Kranichsteiner Musikpreis for composition (Darmstadt, 2010)[9]
- Staubach Honorarium (2009, Darmstadt)[10]
- International Impuls Composition Award (Graz, 2009)[11]
- Week of the Contemporary Music (Gent, 2006, 2nd Prize)
- KBC Aquarius Composition Award for Young Composers (Brussels, 2001)

## Geselecteerde composities
- under_current [2020-2021] (36') voor e-guitar, orchestra & live-electronics / creatie door Yaron Deutsch, Luxembourg Philharmonic Orchestra, cond. Ilan Volkov, sound-engineer Florian Bogner / Donaueschinger Musiktage, 15 october 2021
- Third Space [2016–2018] (80') voor 10 musicians, live-electronics & live-video, collaboratie met Daniel Linehan / premiered by Klangforum Wien en dance company Hiatus / Münchener Biennale für Neues Musiktheater 2018, 4 mei 2018, München
- Piano Hero #4 [2016–2017] (12') voor midi-keyboard, live-electronics en live-video / creatie door Stephane Ginsburgh / Muziekcentrum De Bijloke Gent, 25 maart 2017, Gent
- Piano Hero #3 [2016] (25') voor piano, midi-keyboard en live electronics / creatie door Stephane Ginsburgh in juli 2016 / Darmstädter Ferienkurse
- Mirror Box Extensions [2014–2015] (35') fvoor 7 instruments, live-electronics & live-video / creatie door Nadar Ensemble / Donaueschinger Musiktage 2015, 17 october 2015, Donaueschingen
- Mirror Box (Flesh+Prosthesis #3) [2014] (22') voor tenor saxophone, percussie, piano & live-electronics / creatie door Trio Accanto / Eclat Festival, 6 februaar 2014, Stuttgart
- Flesh+Prosthesis No. 0, 1, 2 [2013–14] (16') voor tenor saxophone, percussie, piano, electric guitar & live-electronics / creatie door Nikel Ensemble
- Generation Kill [2012] (25') voor percussie, electric guitar, violin, cello, 4 musicians met game controllers, 4 video-projections, live-video / creatie in october 2012 door Nadar Ensemble / Donaueschingen Festival
- Piano Hero #2 [2011, rev. 2013, 2016] (8') voor amplified piano, midi-keyboard, live-electronics en video / creatie door Mark Knoop in november 2011 / Huddersfield Contemporary Music Festival
- Piano Hero #1 [2011] (8') voor midi-keyboard, live-electronics en video / creatie door Frederik Croene, 2011, deSingel
- Fremdkörper #3 [2010] (11') voor amplified ensemble & sampler /premiered door Klangforum Wien, 2011 / Impuls Festival

## Geselecteerde opnames
- Augmented, Kairos 0015044KAI (april 2019), monographic DVD+CD[12]
- "Flesh+Prosthesis #0–2", "Fremdkörper #2" on Nikel – A Decade (July 2017)[13]
- Cloud Chamber – improvisaties met Peter Jacquemyn op Champdaction Recordings (december 2016)[14]
- "Mirror Box Extensions" op Donaueschinger Musiktage 2015, Neos 11611-12 (october 2016)[15]
- "Mirror Box (Flesh+Prosthesis #3)" op Trio Accanto Edition Vol. 1, WERGO (2016)[16]
- "Generation Kill" op Donaueschinger Musiktage 2012, Neos 11303-05 (october 2013)[17]
- Fremdkörper, Sub Rosa SR352 (juni 2012): monographic double-cd[18]
- Realgar – improvisaties met collectief reFLEXible, Amirani Records, AMRN 013 (october 2008)[19]

## Geselecteerde bibliografie

### Over Stefan Prins
- Alien Bodies, Stefan Prins' aesthetics of music, Tomasz Biernacki, Dissonance[20]
- Darmstadt New Wave Modernism, Celeste Oram, Tempo (2015)[21]

### Door Stefan Prins
- Corps Hybrides dans les Espaces Hybrides, Dissonance nr. 140 (december 2017)[22]
- Über das Multidimensionale, MusikTexte, Heft 145 (mei 2015)[23]
- Het Theater van het Hybride Lichaam, Kunsttijdschrift Vlaanderen (april 2015)
- Composing Today : Luft von diesem Planeten, Darmstädter Beiträge zum Neuen Musik, band 22 (augustus 2014)[24]
- Composing Today : Luft von diesem Planeten, Klangforum Agenda 2013–14 (augustus 2013)[25]
- Together with Pieter Matthynssens: “Nadar Ensemble: Verankerung in der heutigen Welt, in Positionen, Heft 97 (November 2013)
- Komponieren Heute: Luft von diesem Planeten, in Positionen, Heft 97 (november 2013)

## Weblinks
- Stefan Prins website